# Parkwächterhaus am Lietzensee
Das Parkwächterhaus am Lietzensee ist ein denkmalgeschütztes Gebäude im Ortsteil Charlottenburg des Berliner Bezirks Charlottenburg-Wilmersdorf. Es befindet sich im Lietzenseepark am Westufer des Lietzensees.

## Geschichte

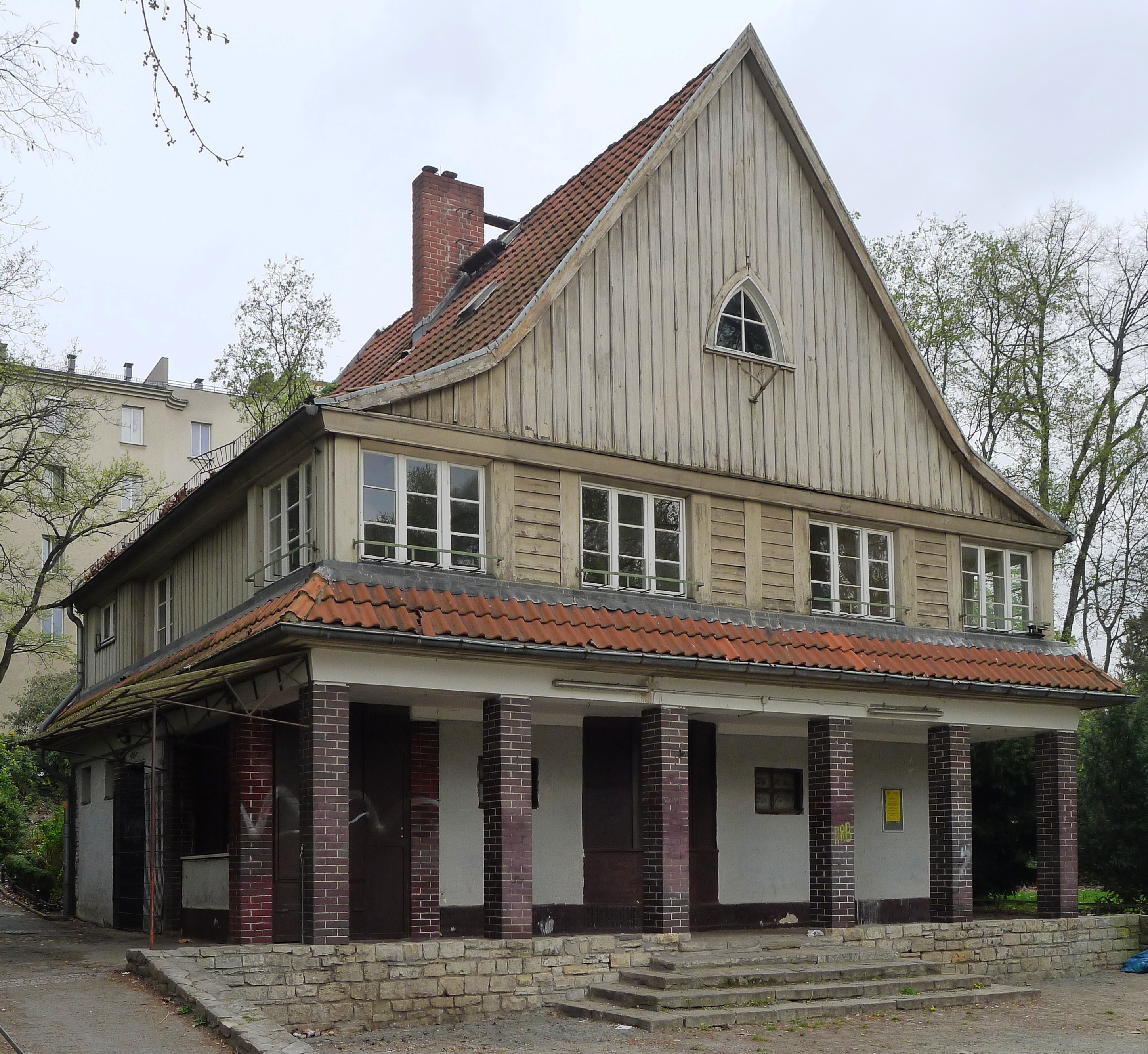
Parkwächterhaus (2014)

Das Parkwächterhaus entstand 1925/1926 nach Plänen des Charlottenburger Magistratsbaurats Rudolf Walter am damaligen Königsweg 39 (seit 1936: Wundtstraße). Es wurde im Heimatschutzstil in Anlehnung an die Gartenstadtarchitektur gestaltet. Im Erdgeschoss gab es öffentliche Toiletten für Damen und Herren, einen Raum für die Parkverwaltung sowie einen Mineralwasserausschank für Parkbesucher. Im ersten Obergeschoss des „Parkhauses Lietzensee“ befand sich eine Dienstwohnung für den „Obergartenmeister“ des Parks. In den 1920er und 1930er Jahren war es als „Kurhäuschen“ bekannt. 1933 wurde zusätzlich ein separates Milchverkaufshäuschen am Uferweg errichtet.
Im Jahr 1971 wurde das untere Stockwerk etwas verbreitert, sodass seitdem die ehemals freistehenden seitlichen Pfeiler die Begrenzung des äußeren Mauerwerks bilden. Bis 2011 nutzte das Gartenbauamt die oberen Stockwerke als Aufenthaltsräume für die im Park beschäftigten Mitarbeiter. Im Untergeschoss befanden sich ein kleiner Kiosk und öffentliche Toiletten. Seitdem der letzte Pächter 2012 den Betrieb aufgab, folgten Leerstand, Vandalismus und Verfall.

## Zukunft
Der Bezirk Charlottenburg-Wilmersdorf leitete 2014 ein öffentliches Interessenbekundungsverfahren ein, um das Parkwächterhaus zu sanieren und wieder in Betrieb zu nehmen. Der ParkHaus Lietzensee e.V. erhielt den Zuschlag und 2015 einen Pachtvertrag über 30 Jahre. Er nutzt seitdem das Haus und seinen Vorplatz für verschiedene Aktivitäten und Veranstaltungen.
Die Lottostiftung Berlin wird die Sanierung des Gebäudes mit bis zu 600.000 Euro finanzieren. Hinzu kommen Bundesmittel in Höhe von 245.000 Euro sowie Eigenleistungen des Vereins und Spenden. Die Arbeiten sollen 2023 beginnen, die Bauzeit wird voraussichtlich 13 Monate betragen. Ziel des Umbaus ist es, das Haus denkmalgerecht zu sanieren und eine barrierefreie öffentliche Nutzung zu ermöglichen.